# Похоронные обряды и обычаи в иудаизме

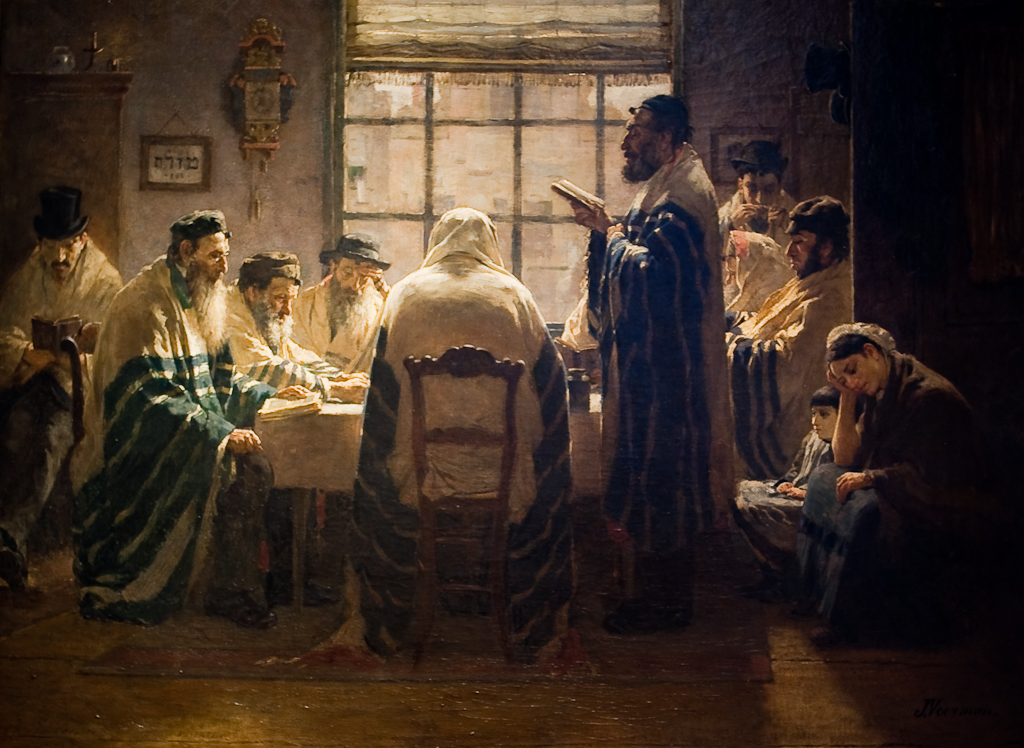
«Дни траура».
Ян Ворман. Миньян во время траурной молитвы, 1911

Похоронные обряды и обычаи в иудаизме (ивр. השכבה‎, арам. אשכבתא — «успение»; также ניחות נפשא — «упокой души») — еврейское мировоззрение, базирующееся на вере в бессмертие души и жизнь в будущем мире, видит в смерти не более, чем переход от жизни в материальном мире к жизни в мире духовном, мире абсолютного добра. Образ жизни религиозных евреев основан на определённых представлениях о Всевышнем и о месте человека в обществе. «И возвратится прах в землю, чем он и был; а дух возвратится к Богу, Который дал его» (Еккл. 12:7). Эта фраза выражает не фаталистическое приятие судьбы, а неколебимую веру евреев в то, что душу Всевышний даёт лишь на время как драгоценность, которую отдают на хранение, а по истечении определённого срока возвращают её хозяину. И вместе с тем галаха много внимания уделяет трауру по умершему с одной стороны, чтобы выразить боль и скорбь расставания с близким человеком, с другой, чтобы помочь оставшимся в живых вынести нравственный урок из случившегося, или, говоря словами Танаха «ибо таков конец всякого человека, и живой приложит это к своему сердцу» (Еккл. 7:2). Все ритуалы, связанные с кончиной, сопровождаются молитвами на арамейском и иврите. Похоронный обряд от момента смерти до закрывания могилы проводят мужчины; тем не менее часть обряда, связанная с приготовлением тела женщины к погребению, выполняется женщинами.

## День смерти
Если человек находится при смерти, у его ложа произносят видуй — молитву о признании грехов, которую читают в Йом-кипур, и если умирающий может, он повторяет вслед. Затем принято читать Псалтырь (120, 129, 90). Если кажется, что последний момент уже недалёк, читают Шма («слушай, Израиль, Господь — Бог наш, Господь един»), затем три раза «благословенно имя славное царствия Его во веки веков», семь раз «Господь — Он Бог» и один раз — «Господь — Царь, Господь царствовал, Господь будет царствовать во веки веков».
Сразу после смерти открывают все окна в доме и выплёскивают воду, которая находилась в каких-либо сосудах. Тело умершего кладут на пол (ноги вместе, а руки на груди), закрывают ему глаза и накрывают лицо белой тканью. Зажигают свечи в изголовье, и кто-то из родственников или близких друзей садится у тела, чтобы читать Псалтирь. Извещают организацию «Хевра кадиша» — похоронного сообщества, которое традиционно отвечает за выполнение надлежащих ритуалов сразу после смерти, а также за проведение похорон.

## Траур
В главе Торы, говорящей о законах, касающихся кохенов, имеется перечисление семи близких людей, которых даже кохен обязан похоронить («даже кохен», потому что для него это связано с нарушением ритуальной чистоты). После смерти следующих близких он обязан исполнить всё, что предписывает галаха в отношении траура: отец, мать, брат, сестра, сын, дочь, жена (а для женщины — муж) (Лев. 21:2, 3). Тора говорит только о брате по отцу и незамужней сестре, но еврейские мудрецы распространили этот закон также на брата и сестру по матери и на замужнюю сестру. Намёк на этих семерых родственников, по которым обязаны скорбеть 30 дней, есть в самом слове э́вель (אבל‎ — «траур»). Оно состоит из трёх букв: «алеф» — «א», «бет» — «ב», «ламед» — «ל». С буквы «алеф» начинаются слова «отец» (אב‎), «мать» (אם‎), «брат» (אח‎), «сестра» (אחת‎), «жена» (אשה‎); с буквы «бет» — «сын» (בן‎), «дочь» (בת‎), «муж» (בעל‎), а буква «ламед», числовое значение которой — 30, указывает продолжительность времени, в течение которого следует скорбеть. По отцу же и по матери скорбят целый год.
Есть упоминания о том, что ещё до дарования Торы предки евреев исполняли обряды, аналогичные принятым сегодня. «И пришёл Авраам рыдать по Сарре и оплакивать её» (Быт. 23:2). Траур длился 7 дней «и сделал Иосиф плач по отце своём семь дней» (Быт. 50:10). Также и о 30-дневном трауре упоминает Тора «и оплакивали Моисея сыны Израилевы на равнинах Моавитских тридцать дней. И прошли дни плача и сетования о Моисее» (Втор. 34:8).
Сразу же после смерти близкого человека те, кто, согласно галахе, обязаны скорбеть об умершем, становятся онени́м. Это слово означает человека, поражённого горем. Согласно галахе, такой человек освобождается от исполнения всех заповедей Торы, включая возложение тфилин, чтобы посвятить себя только делам, необходимым для погребения покойного. Он не имеет права есть мясо и пить вино. Это состояние анину́т продолжается весь первый день, а мудрецы Торы распространили его также на всю последующую ночь.

## Похороны
С момента похорон те, которые обязаны скорбеть об усопшем, становятся авели́м («скорбящими»), то есть обязанными исполнять всё, что предписывает галаха человеку в таком положении. После того, как сотрудники «Хевра кадиша» очистят тело покойного, обернут в саван и накроют талитом, похоронная процессия отправляется в путь. Хоронить покойника следует как можно скорее, ибо сказано в Торе «но погреби его в тот же день» (Втор. 21:23). В Иерусалиме, например, ради выполнения этих слов Торы хоронят даже ночью. В субботу и праздники хоронить нельзя, и только за пределами Израиля во второй день праздников совершают погребение. Умершего в субботу или праздник хоронят ночью, сразу же после исхода субботы или праздника.
Довольно распространённый обычай хоронить покойника на следующий день после смерти может быть оправдан только одним соображением, этого требует достоинство умершего. Например, если сын умершего находится за границей, то ждут его прибытия, чтобы дать ему возможность отдать последнюю честь отцу — участвовать в его погребении и прочитать Кадиш.
Сопровождающие тело покойного собираются в помещении, которое называется бет моэ́д лехо́ль хай («дом, предназначенный для каждого живущего»). Оно находится обычно при входе на кладбище. В этом помещении оплакивают умершего, в его честь говорят последнее слово, а хазан произносит отрывки из Священного Писания, в которых выражается признание справедливости приговора Всевышнего и которые побуждают живых задуматься о собственной жизни. В частности, принято в этот момент напоминать слова из Пиркей авот «вникай в три вещи, и ты никогда не придешь к греху: знай, откуда пришёл ты, и куда ты идёшь, и перед Кем должен будешь отдать полный отчёт о своей жизни». Затем сын покойного произносит Кадиш. Если у умершего нет сына, Кадиш читает его отец, если нет отца — брат. Если и брата нет у покойного, то читать Кадиш поручают кому-нибудь другому, желательно родственнику. Необходимо только, чтобы читающий сам был сиротой, чтобы, по крайней мере, один из его родителей уже находился в лучшем мире. Произнесение Кадиша означает, что место умершего в этом мире занимает его продолжатель. Кадиш в память об умершем родителе следует читать трижды в день (в шахарите, минхе и маариве) в течение одиннадцати месяцев, считая ото дня похорон. Столько же времени читают Кадиш и в случае смерти какого-либо другого родственника, траур по которому продолжается только 30 дней. А после истечения года Кадиш читают в каждую годовщину смерти.

## Криа
После произнесения Кадиша на кладбище скорбящие совершают криа́, сотрудник Хевры кадиши подходит к одному из скорбящих и надрывает воротник или лацкан его верхней одежды, а скорбящий произносит благословение, содержащее в себе признание справедливости приговора, который вынес Всевышний «Благословен Ты, Господь, Бог наш, Царь вселенной, Судья, истинно Справедливый». Затем он с силой тянет этот лацкан сверху вниз, тем самым собственной рукой расширяя разрыв. Если же скорбящая — женщина, то криа совершает для неё одна из женщин. Если умер отец или мать, криа делают на левой стороне, напротив сердца; если же умер кто-то из других родственников, то на правой стороне. Разрыв, сделанный в знак скорби по отцу или матери, более не зашивают.

## Погребение
После совершения криа покойника несут к месту его последнего упокоения. На пути принято читать «правда пойдёт пред Ним и поставит на путь стопы свои» (Пс. 84:14) или «кто найдёт добродетельную жену?» (Прит. 31:10), если хоронят женщину. Перед тем, как опустить тело в могилу, с него снимают талит, в который оно было закутано до сих пор, и хоронят в саване. Саван одинаков для всех, ибо в мире истины все равны, «вельможа не отличается от бедняка», когда приходит на суд к Творцу.
Принять участие в погребении — важная заповедь, и во время похорон все стараются хоть немного понести погребальные носилки и участвовать в засыпании могилы землёй. Участие в похоронах называется «истинным благом», которое оказывают мёртвым. Поскольку во всяком добре, которое один человек оказывает другому, таится тень корысти, надежда получить от него когда-нибудь ответное благо. Однако в этом случае добро, оказываемое покойнику, абсолютно бескорыстно, поэтому забота о похоронах засчитывается как доброе дело, совершённое из самых чистых, из самых благочестивых побуждений. Когда могилу уже засыпают, трижды повторяют «а Он, Милосердный, искупит грех и не уничтожит, и многократно отводит Свой гнев, и не пробудит всю ярость Свою». Смысл этого обычая состоит в том, что погребение человека служит искуплением его грехов, как на то намекают слова Торы «и искупит земля грехи человека».
Прежде, чем закрыть могилу, произносят ещё одну главу Псалтири, после которой скорбящие читают Кадиш. Заботятся о том, чтобы придать груде земли правильную форму могилы, и лишь потом хазан читает поминальную молитву «Эль мале рахамим» — обращение к Творцу с просьбой принять душу умершего, дать ей удел в вечной жизни и ввести её в рай «укрой её под сенью Твоей навеки».
Когда участники погребальной процессии возвращаются с кладбища, они обязаны омыть руки, трижды каждую руку. После омовения рук не принято их вытирать, чтобы продлить память о происшедшем. При выходе с кладбища участники похорон останавливаются и образуют два ряда, а мужчины-скорбящие, сняв обувь, проходят между ними. Их провожают словами традиционного утешения «Всевышний утешит вас вместе со всеми, кто скорбит о Сионе и Иерусалиме, и более не будет у вас скорби».

## Шива
С кладбища скорбящие приезжают в дом, где жил покойный. Там они будут сидеть шива — 7 дней траура.
По возвращении домой скорбящие снимают обувь и садятся на пол или на низенькую скамеечку. Образцом этого обычая служат друзья Иова, про них сказано, что когда они пришли утешить его, они «и сидели с ним на земле семь дней и семь ночей» (Иов. 2:13). Сидение на низенькой скамеечке вполне равносильно сидению на самой земле. Родственники и соседи приносят скорбящим их первую после похорон трапезу сеуда́т гавраа́ («трапеза выздоровления»). Название это взято из рассказа о том, как народ пришёл утешить царя Давида, скорбящего о смерти сына.
По традиции вся еда этой трапезы имеет круглую форму (бублики, чечевица, яйца) — намёк на то, что вся наша жизнь это «вращающийся круг», подобный карусели, которая, вращаясь, возвращается к началу круга. Так и нынешняя грусть пройдёт и снова придут дни веселья.
В доме, где скорбящие соблюдают траур, занавешивают зеркала и картины, на которых изображены человеческие лица (экран телевизора, на котором тоже появляются лица, также принято закрывать). Основанием для этого обычая служит тот факт, что человек сотворён по Божественному образу, а в результате греха первого человека ему вынесен был приговор «ибо прах ты и в прах возвратишься» (Быт. 3:19). То есть в результате греха человек как бы утратил Божественный облик. И вот для того, чтобы не подчёркивать это в доме, где находятся скорбящие, закрывают все зеркала и портреты.
Шива начинается в тот момент, когда скорбящие уходят с кладбища.
В эти дни скорбящим нельзя работать, их освобождают от повседневных забот, чтобы они могли полностью посвятить себя памяти об умершем. Все 7 дней (кроме субботы) они не выходят из дома.
Основной принцип, на котором строится счёт этих семи дней, — «часть дня как целый день». То есть так же, как несколько минут траура в первый день засчитываются им в качестве целого дня, несколько минут траура после утреннего богослужения (шахарит) в седьмой день также считаются уже полным днём. Если, например, покойный был похоронен в понедельник и скорбящие присели на пару минут перед заходом солнца, шива заканчивается утром в воскресенье.
Шаббат — день, когда скорбящий не выказывает свою скорбь так, чтобы это заметили посторонние. Поэтому он надевает субботнюю одежду, принимает участие в подготовке к субботе (даже в том случае, если для этого нужно поехать к себе домой). В субботу ему можно есть мясо и он обязан при совершении Кидуша пить вино. Вино Хавдалы он также имеет право выпить, несмотря на то, что, по сути дела, Хавдала совершается уже после окончания субботы. И все-таки, несмотря на то, что внешне скорбящий ничем не выказывает траура, суббота тоже засчитывается в число семи траурных дней.

## Траурные обычаи
Очень важная заповедь утешать скорбящих (нехама), не менее важная, чем участие в похоронах. Мудрецы Торы сказали об этих заповедях, что «человек пожинает плоды их в этом мире, а главная награда сохраняется для него в мире будущем». Исполнение заповеди об утешении скорбящих начинается только на третий день траура (если не считать утешения скорбящих при выходе их с кладбища). Первые два из семи дней траура предназначены для того, чтобы оставить скорбящих наедине с их горем, дать им возможность выплакаться, когда их не видят посторонние люди. Принято все семь дней траура оставлять дверь дома открытой — знак для тех, кто приходит утешать скорбящих, что приход их желанен. Кроме того, скорбящие обязаны встречать приходящих сидя, а если бы дверь была заперта, приходилось бы то и дело вставать, чтобы её открывать.
Те, кто приходят к скорбящим, не приветствуют их, а уходя не прощаются. Подавать им руку также не принято.
Все семь дней скорбящие не моются, не имеют супружескую близость.
Поскольку в течение шива скорбящие не выходят из дому, окружающие обязаны позаботиться о том, чтобы в доме скорбящих для каждой молитвы собирался миньян.
Во время молитвы зажигают свечи, кроме свечи в честь души умершего, которая горит постоянно. Те, кто приходят в дом скорбящих для молитвы, совершают доброе дело огромной важности, кроме того, что они предоставляют скорбящим возможность молиться в миньяне, своим присутствием они дают им возможность произнести Кадиш.

## Шлошим
Утром седьмого дня траура, после окончания шива, скорбящим следует переодеться — снять одежду, надорванную в знак скорби, и надеть обычную одежду (но только не новую). Им теперь можно отправиться на работу, заняться своими обычными делами. Однако принято, что скорбящие не выходят на работу раньше, чем посетят могилу того, в честь которого они сидели шива, хотя галаха не обязывает их к этому. Теперь начинается период шлоши́м, то есть 30 дней, когда траур менее строг, чем в 7 траурных дней. Основное в трауре шлошим — это запрет бриться и стричься. Шлошим продолжается до тридцатого дня со дня похорон. Так, если умершего похоронили в воскресенье, то статус шлошим заканчивается через месяц в понедельник, 29 дней полных и хотя бы несколько минут 30-го дня по принципу «часть дня — как целый день».
Запрет бриться и стричься до 30-го дня касается тех, кто скорбит о брате, о сестре, о сыне или о дочери, о жене. Скорбящий об отце или о матери может побриться или постричься в 30-й день только при условии, что окружающие упрекнут его, сказав, что неприлично ходить таким обросшим. В противном случае он обязан выдерживать этот запрет и далее.
В период шлошим нельзя посещать увеселительные мероприятия, нельзя специально слушать музыку и доставлять себе иные удовольствия. Все эти запреты не ограничены шлошим, но продолжаются весь траурный год. Трижды в день молиться в миньяне, потому что для человека, который пребывает в трауре, это связано с обязанностью читать Кадиш.
В книгах Каббалы много говорится о важности чтения Кадиша в память о покойном. Кадиш помогает его душе, выступая в роли защитника перед Небесным Судом в течение всего года после смерти.

## Тридцатый день
На 30-й день после смерти принято посещать могилу покойного и устраивать около неё обряд «Хазкарат нешамот», включающий в себя чтение Псалтири, псалмы 16, 17, 32, 74, 91, 104, 119 и 130. 119-й «алфавитный» псалом составлен в алфавитном порядке, причём на каждую букву есть восемь стихов. Принято читать те стихи, первые буквы которых составляют имя умершего, а кроме того — 4 восьмёрки стихов на буквы нун, шин, мем и хе, что составляет слово нешама (נשמה‎ — «душа»).
Затем, скорбящие произносят Кадиш и Эль мале рахамим. Желательно также, чтобы были сказаны слова в память об умершем, содержащие в себе нравственное наставление присутствующим и утешение скорбящим.
Относительно времени установления на могиле памятника, то здесь есть два обычая — в 30-й день и по истечении года.
Прежде, чем уйти от могилы, принято класть на неё камешек. Тем самым оставляется знак, что об умершем не забыли, что побывали на его могиле. Есть обычай также класть руку на надгробье, на руке — 5 пальцев, в каждом пальце — по 3 сустава, всего — 15, и это напоминает о воскрешении мёртвых, так как предсказание об этом содержит 15 еврейских слов «оживут мертвецы Твои, восстанут мёртвые тела! Воспряни́те и торжествуйте, поверженные в прахе: ибо роса Твоя – роса растений, и земля извергнет мертвецов» (Ис. 26:19).
Выйдя за ворота кладбища, снова омывают руки и не вытирают их, как бы желая унести с собой хоть что-нибудь, напоминающее об усопшем и месте его упокоения.

## Годовщина
12 месяцев траур соблюдают только по отцу и матери. В течение всего этого времени следует избегать веселья и развлечений. Нельзя покупать новую вещь или новую одежду, разве что это нужно для работы или абсолютно необходимо. В этот год не переезжают на новую квартиру. Скорбящий не выступает в качестве хазана в те дни, когда читают Галель, и не может читать, например, Книгу Есфирь, потому что в таком случае он был бы обязан произнести благословение «Ше-хехеяну».
Годовщина смерти отмечается согласно еврейскому календарю. Если же смерть и погребение произошли не в один и тот же день, то по истечении первого года будет в день похорон (потому что в тот день начались шива и шлошим), а начиная со второго года — в день смерти.
Если человек скончался в месяце адар, то если следующий год — високосный, годовщина будет того же числа в первый месяц адар.
В субботу, предшествующую годовщине смерти, того, кто будет её отмечать, принято вызывать к Торе и удостаивать чести читать Гафтару.
В саму годовщину следует зажечь поминальную свечу, горящую круглые сутки. Тот, кто обязан это делать, в этот день произносит Кадиш во всех трёх молитвах.
Спустя год после смерти начинают поминать покойного в дни, когда читают поминальную молитву «Изкор» в Йом-кипур, Шмини Ацерет, в седьмой день Песаха и Шавуот.